# Resourcesat-2
Resourcesat-2 является продолжением миссии Resourcesat-1. Это восемнадцатый индийский спутник дистанционного зондирования, построенный организацией ИСРО. Новый спутник предоставляет такие же услуги, как и оригинал RESOURCESAT-1, но имеет больший пространственный мультиспектральный охват, по сравнению с Resourcesat-1. В сканирующем датчике LISS-4, мультиспектральный охват был увеличен с 23 км до 70 км по требованию пользователей. Также в Resourcesat-2 были внесены и другие изменения, в том числе была произведена миниатюризация электроники. Resourcesat-2 был запущен 20 апреля 2011 года, с помощью ракеты-носителя PSLV-С16, вместе со микроспутниками Youthsat и X-Sat.

## Оборудование
Спутник содержит 3 мультиспектральные камеры на борту.
- Усовершенствованный широкоугольный датчик (AWiFS) с пространственным разрешением 56 метров.
- Linear Imaging Self-Scanning Sensor (LISS-III) — сканирующий датчик с пространственным разрешением 23,5 метра
- Камеру LISS-IV с пространственным разрешением 5,8 метров.

Также на спутник установлено оборудование S-AIS (Satellite-based Automatic Identification System) — спутниковая автоматическая идентификационная система для слежения за движением морских судов в Индийском океане, применяемая для поисково-спасательных работ

## Resourcesat-2A
Второй такой же спутник, Resourcesat-2A весом 1,2 тонны был выведен на гелиосинхронную орбиту 818,7 × 822,5 км c наклонением 98,7° ракетой PSLV-XL (C36) с первой стартовой площадки Космического центра имени Сатиша Дхавана 7 декабря 2016 года в 04:55 UTC.
Спутник будет функционировать на орбите высотой 827 км и наклонением 98,7°, параллельно со спутником Resourcesat-2, до окончания срока его службы.